# 권준 (조선 중기)
권준(權俊, 1547년 ~ ?년)은 조선 중기의 무신으로, 본관은 안동(安東), 자는 언경(彦卿)이다. 권총(權聰)의 현손이다.

## 생애
1579년(선조 12) 식년 무과에 갑과(甲科)로 급제했다.
1589년(선조 22) 순천도호부사(順天都護府使)가 되었으며, 1592년(선조 25) 임진왜란이 발발하자 전라좌도수군절도사(全羅左道水軍節度使) 이순신(李舜臣)의 휘하에 배속되어 옥포 해전, 사천 해전, 한산 대첩, 부산포 해전 등에서 중위장(中衛將)으로서 활약하며 조선 수군이 연승하는 데 큰 역할을 했다.
1594년(선조 27) 사간원(司諫院)의 청으로 끌려가 추문(推問)을 받았으며, 박진(朴晉)이 그의 후임으로 순천도호부사가 되었다.
1597년(선조 30) 충청도수군절도사(忠淸道水軍節度使)를 거쳐 1601년(선조 34) 충청도병마절도사(忠淸道兵馬節度使)가 되었으며, 1604년(선조 37) 왜란 때의 전공으로 선무공신(宣武功臣) 3등에 책록되었다.
이듬해 황해도병마절도사(黃海道兵馬節度使)가 되었으나, 1607년(선조 40) 해랑도(海浪島)에 출몰한 수적(水賊)을 체포하지 못한 책임으로 과죄(科罪)되었다.

## 관련 작품
- 《불멸의 이순신》 (KBS1, 2004년~2005년, 배우:박찬환)
- 《징비록》 (KBS1, 2015년, 배우:김법래)
- 《한산 용의출현》 2022년, 배우:안성봉)